# Scottish Football League Premier Division
Scottish Football League Premier Division była w latach 1975 - 1998 najwyższą klasą rozgrywkową w Scottish Football League i w całym szkockim piłkarskim systemie ligowym. Ligami niższymi od Scottish Premier Division były Scottish Football League First Division, Scottish Football League Second Division i Scottish Football League Third Division.